# セセル (オート＝サヴォワ県)
セセル （Seyssel）は、フランス、オーヴェルニュ＝ローヌ＝アルプ地域圏、オート＝サヴォワ県のコミューン。ローヌ川右岸にあるコミューンで、対岸のセセルとは異なる。対岸はアン県であり、川は2つの県の境界となっている（かつて川がフランス王国とサヴォイア公国の国境となっていた名残）。
町の名は、AOCワインであるヴァン・エ・ルセット・ド・サヴォワ（Vin et Roussette de Savoie）、セセル（Seyssel）、セセル・ムスー（Seyssel mousseux）に与えられている。

## 地理

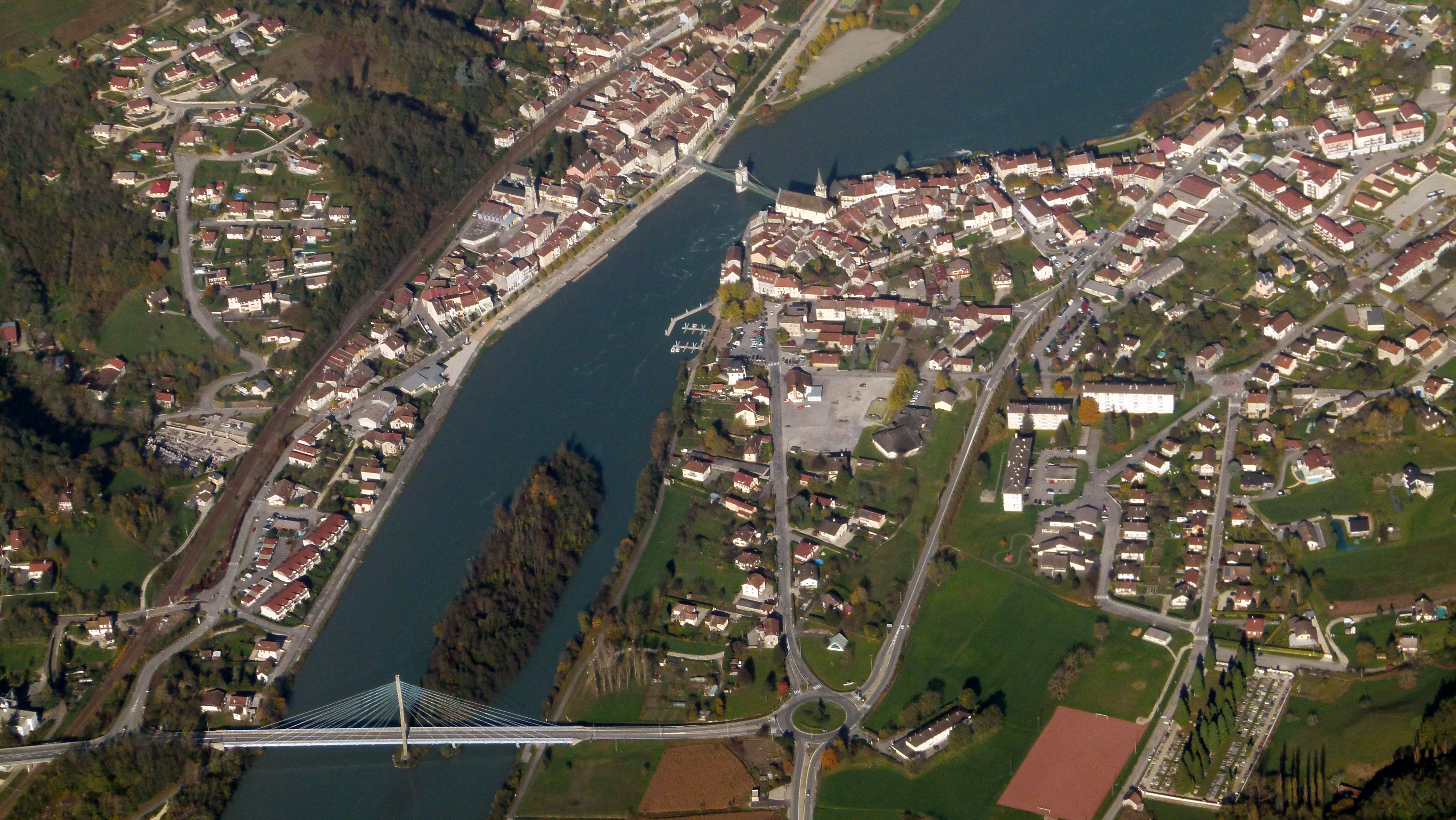
セセルの空中写真

サヴォワ側のセセルは、オート＝サヴォワ県で最も標高の低い土地となっている。フィエル川とローヌ川の合流地点は、標高がわずか250mしかない。

## 人口統計
| 1962年 | 1968年 | 1975年 | 1982年 | 1990年 | 1999年 | 2006年 | 2012年 |
| ------ | ------ | ------ | ------ | ------ | ------ | ------ | ------ |
| 1562   | 1717   | 1725   | 1558   | 1630   | 1793   | 2040   | 2295   |

source=1999年までLdh/EHESS/Cassini、2004年以降INSEE

## 史跡
- ヴァン城 - 14世紀の要塞化された城。17世紀に再建。フィエル川の右岸にたち、ローヌ川との合流地点を見下ろしている。
- サン・ブレーズ教会 - 原型となった教会は6世紀に神殿の上にたてられた。『善き出発の聖母』（Vierge du bon Départ）と呼ばれる、船乗りの守護聖人として崇敬される聖母像を持つ。

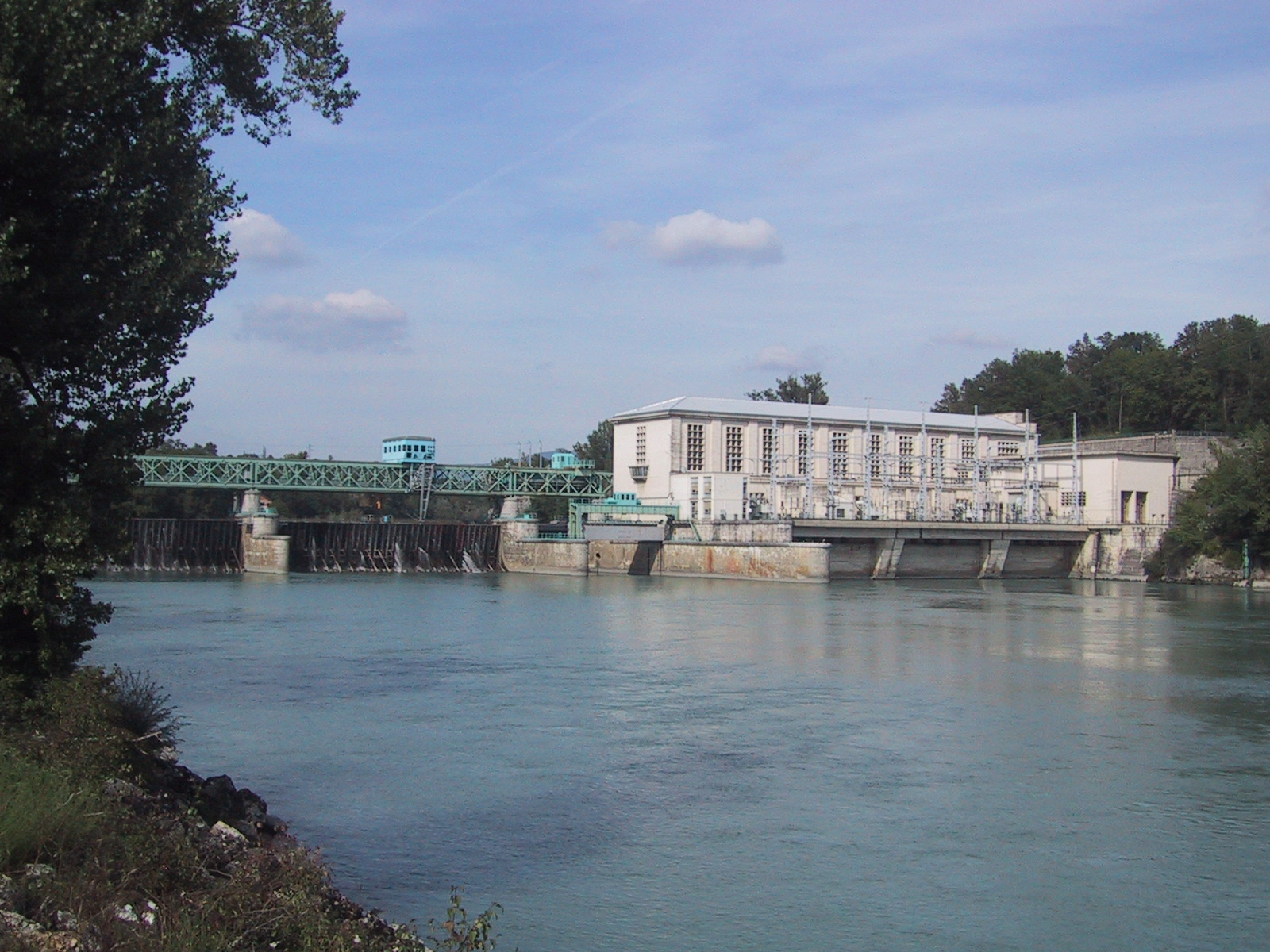
セセル・ダム
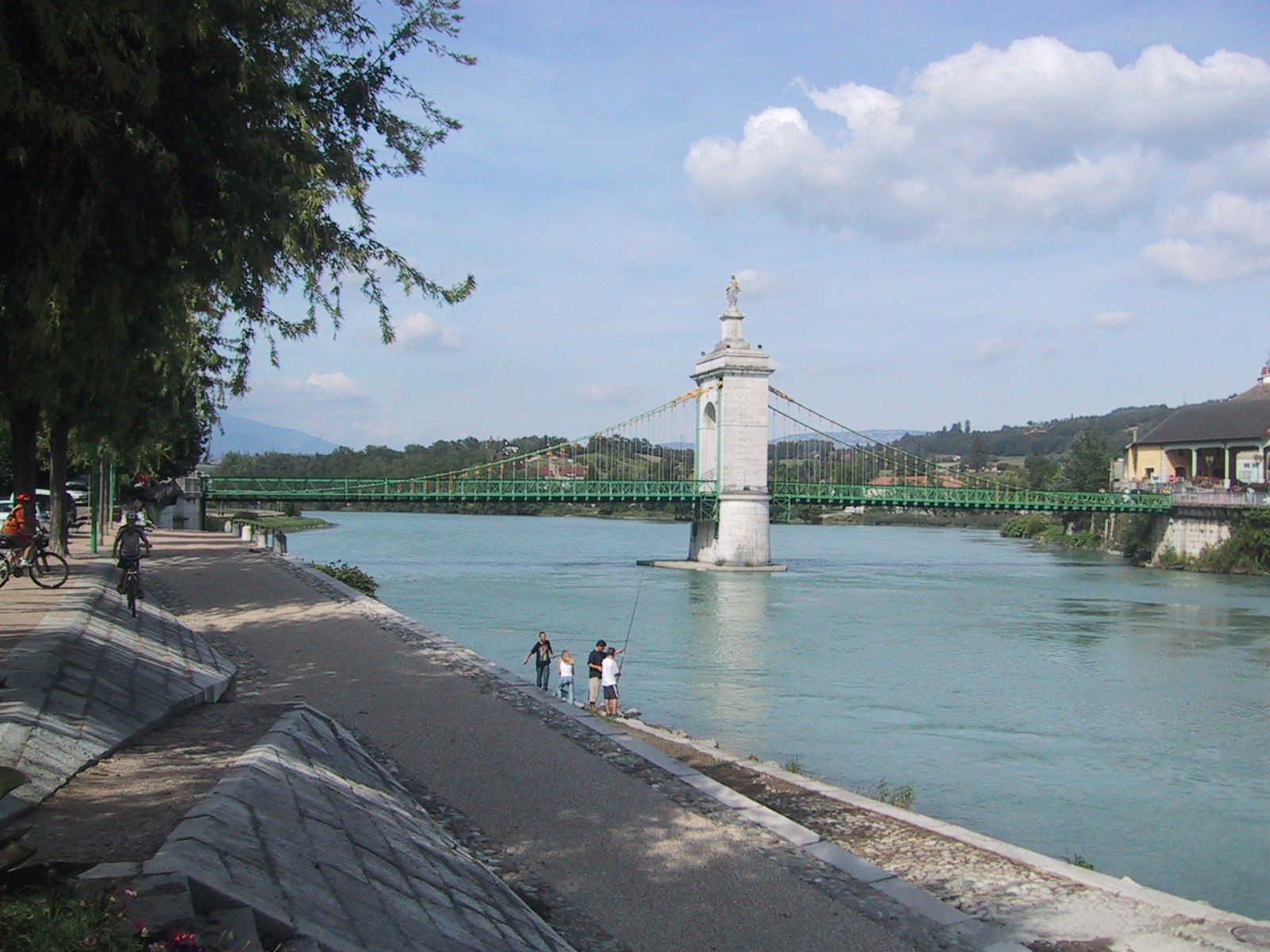
旧橋

- セセル・ダム
- 旧橋